# 许淑清
许淑清（1958年6月—），山东济南人，女，汉族，中华人民共和国企业家、政治人物。加入中国农工民主党。北京师范学院服装设计专业毕业。
曾任广西梧州中恒集团股份有限公司董事长兼总裁。
2013年，当选第十二届全国人民代表大会广西地区代表。因涉嫌行贿及其他违法犯罪问题，2015年8月21日，广西壮族自治区第十二届人大常委会第十八次会议决定接受其辞去第十二届全国人民代表大会代表职务。